# Max Theodor Fischer
Max Theodor Fischer (* 20. September 1837 in Rottenburg am Neckar; † 25. Juli 1899 in Riedlingen) war ein deutscher Verwaltungsbeamter.

## Leben
Der Sohn eines Verwaltungsaktuars studierte ab 1856 Regiminalwissenschaften an der Universität Tübingen und bestand 1860 die erste, 1862 die zweite höhere Dienstprüfung. Er war Mitglied der Studentenverbindung Landsmannschaft Ghibellinia Tübingen. 1866 wurde er Oberamtsaktuar beim Oberamt Leutkirch, 1873 Amtmann beim Oberamt Biberach, 1877 Oberamtsverweser und 1878 Oberamtmann des Oberamts Münsingen. Von 1888 bis zu seinem Tod war er Oberamtmann des Oberamts Riedlingen.